# Cantó de Lesinhan de las Corbièras

Situació del cantó en el departament de l'Aude

El cantó de Lesinhan de las Corbièras és un cantó francès del departament de l'Aude, a la regió d'Occitània. Està inclòs al districte de Narbona, té 18 municipis i el cap cantonal és Lesinhan de las Corbièras.

## Municipi
- Argens de Menerbés
- Botenac
- Camplong d'Aude
- Castèlnòu d'Aude
- Conilhac de las Corbièras
- Cruscadas
- Escalas
- Fabresan
- Ferrals de las Corbièras
- Fontcobèrta
- Omps
- Lesinhan de las Corbièras
- Luc d'Orbiu
- Montbrun de las Corbièras
- Montseret
- Ornasons
- Sant Andrieu de Ròcalonga
- Torosèla